# Gare de Rouen-Martainville
La gare de Rouen-Martainville (dite aussi Nord) est une ancienne gare ferroviaire française qui était un terminus de la ligne d'Amiens à Rouen, située sur la rive droite de la Seine, dans le faubourg de Martainville, à l'est du centre de la ville de Rouen, dans le département de la Seine-Maritime, en région Normandie.
Elle est mise en service en 1867 par la Compagnie des chemins de fer du Nord. Les fermetures du service des voyageurs, de celui des marchandises GV et du Dépôt de machines, interviennent en 1934 – 1935. Pour des raisons d'économies, ces services sont transférés dans d'autres gares situées à Rouen et à proximité.

## Situation ferroviaire
Établie à 8 mètres d'altitude, la gare de Rouen-Martainville était située au point kilométrique (PK) 116,608 de la ligne d'Amiens à Rouen, après la gare de Darnétal et était l'origine de l'embranchement des voies du port de Rouen-Rive-Droite.
Après la fermeture puis la destruction de l'ensemble de ses superstructures, « Rouen Martainville » est une section frontière du réseau, origine de la section élémentaire « Rouen Martainville / voies de Port de Rouen Rive Droite ».

## Histoire

### Choix du site de la gare
La ligne d'Amiens à Rouen est concédée par un décret du 11 juin 1859 aux compagnies du Nord, pour les deux tiers de sa longueur, et de l'Ouest pour un tiers. La compagnie du Nord étant chargée de la construction et de l'exploitation de la totalité de la ligne, les dépenses et recettes étant partagées au prorata de la longueur concédée. Pour l'arrivée à Rouen deux tracés sont en concurrence, l'un qui rejoint la gare de la Rue-Verte a la préférence de la ville du Havre et de la compagnie de l'Ouest, l'autre qui aboutit à Rouen au quartier Saint-Hilaire, est la priorité de la ville de Rouen et de la Compagnie du Nord.
Après d'âpres négociations l'affaire est tranchée par un décret du 27 décembre 1862. Il donne raison au deuxième projet qui prévoit d'établir une nouvelle gare dénommée « Martainville » uniquement gérée par le Nord.

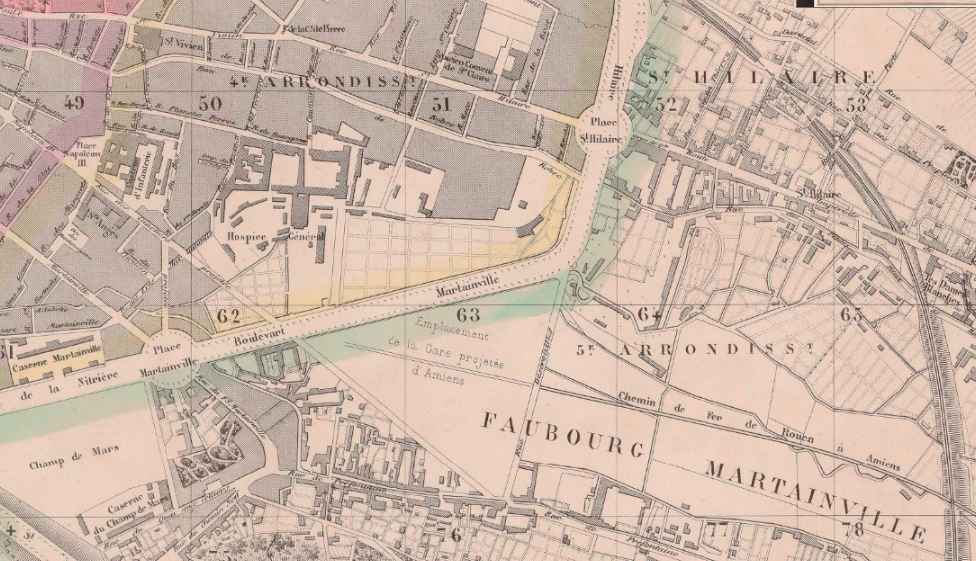
Plan du projet d'implantation de la gare.

La compagnie du Nord soumet un projet d'implantation de ses installations, qui comprend notamment un embarcadère voyageurs et une gare marchandises, à l'enquête administrative. Le site est compris entre le boulevard Martainville, la rue Préfontaine, la route impériale n°30, de Rouen à la Capelle, et le chemin de fer de Paris au Havre. Il est situé dans une prairie basse que bordent à l'ouest le Robec, à l'est les deux Aubettes, et qu'arrosent de nombreuses déviations de ces rivières et des ruisseaux.
La Société libre d'émulation du commerce et de l'industrie de la Seine-Inférieure critique dans le détail cette proposition en estimant notamment : que la gare voyageurs est trop éloignée de la place Martainville, que la coupure de la rue Descroizilles ne va plus permettre des communications faciles entre le faubourg Martainville et le quartier Saint-Hilaire, et que l'emplacement projeté est défavorable aux voyageurs et aux transports en lien avec la gare des marchandises du fait des distances à parcourir pour rejoindre le boulevard. Elle propose de rapprocher le site de la place Martainville en prolongent la bande de terrain à exproprier, pour mettre la gare à l'extrémité de la rue Martainville, l'une des artères principales de la ville. Elle propose également l'installation d'une passerelle au dessus des voies pour rétablir le passage des piétons entre les différents quartiers, cette passerelle ayant également son utilité dans le cadre nécessaire d'un prolongement de la voie vers le site du port. L'emplacement finalement choisi est situé à 400 mètres de la place.

### Construction et mise en service
Le décret de décembre 1862 permet l'ouverture des chantiers à Amiens et Rouen pour fournir du travail aux ouvriers touchés par la crise de l'industrie du coton. Les deux compagnies signent un traité pour régler les problèmes d'exploitation et notamment confirmer que les transports pour Paris ont l'obligation de prendre la ligne de Paris à Rouen.

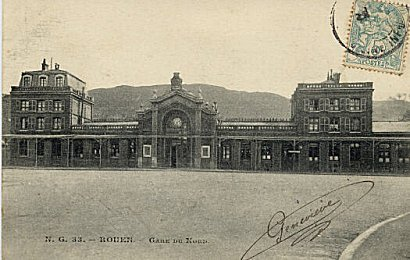
Le bâtiment voyageurs vers 1900.

En 1865, l'emplacement choisi dans les « prairies de Martainville » nécessite la création d'importantes fondations pour les bâtiments, voyageurs et marchandises. Sur le principe utilisé pour des ponts sur la Seine, il s'agit de cylindres de briques remplis de béton. Pour les deux bâtiments il faut réaliser plus de cent colonnes enfoncées dans le sol sur une profondeur de sept à huit mètres pour qu'elles reposent sur un sol stable.
La compagnie fait construire un important bâtiment voyageurs, avec un style qui rappelle celui de certaines gares de son réseau comme celle de Soissons et en plus grand des gares de la ligne comme celles de Darnétal et de Serqueux. Il est composé d'un corps central, surmonté d'un fronton avec une horloge, prolongé de part et d'autre par une grande galerie terminée par des pavillons.
La gare de Rouen-Martainville est mise en service le 18 avril 1867 par la Compagnie des chemins de fer du Nord, lors de l'ouverture de l'exploitation voyageurs sur la ligne d'Amiens à Rouen, celle des marchandises intervient le 26 du même mois.

### Gare voyageurs
Lors de la mise en service, les trains omnibus partant de Martainville mettent trois heures cinquante pour rejoindre Amiens alors que ceux partis de la gare de la Rue-Verte par l'embranchement ce Clères mettent de quatre heures trente à cinq heures du fait des temps d'arrêts à Montérolier-Buchy et Clères.
En 1935, le service des voyageurs est reporté à la gare de Rouen-Rive-Droite, car cela permet des économies de personnel aux compagnies. Pour les voyageurs cela améliore l'offre en permettant de meilleurs correspondances entre les réseaux de l'État et du Nord.

### Gare marchandises
En 1935, le service des marchandises GV est transféré à la gare de Rouen Rive-Gauche. Cela permet des économies de transport par camion dans les rues de la ville.

### Dépôt de machines
Le « dépôt de Rouen-Martainville » réalisé pour les machines des trains de voyageurs est ouvert en 1870.
A la création de la SNCF en 1938, les machines d’origine Nord sont mutées sur les dépôts de cette Région.
Le dépôt passe à la Région Ouest de la SNCF et reçoit différentes séries de machines, au départ pour la banlieue et les manœuvres, puis des machines de type Pacific Ouest (231 C, D, F, G et H) pour les relations vers Paris/Le Havre/Dieppe. Le personnel et les dernières machines sont mutées à Sotteville en octobre 1962, et le dépôt sert alors de garage pour des machines radiées.
Les bâtiments sont détruits dans les années 1980.

## Service des marchandises
Cette gare est ouverte au service du fret.

## voir aussi